# Cmentarz wojskowy w Surkontach
Cmentarz wojskowy w Surkontach – zniszczony przez władze Białorusi cmentarz żołnierzy Armii Krajowej zlokalizowany w miejscowości Surkonty, w obwodzie grodzieńskim na Białorusi.

## Polegli
Na cmentarzu spoczywają żołnierze Armii Krajowej polegli 21 sierpnia 1944 w walce z wojskami wewnętrznymi NKWD pod Surkontami, gdzie odbyło się starcie już po rozbrojeniu oddziałów AK pod Wilnem. Pochowano tutaj m.in. podpułkownika Macieja Kalenkiewicza „Kotwicza” wraz z 36 podkomendnymi, w tym sześcioma oficerami Nowogródzkiego Okręgu Armii Krajowej.

## Historia

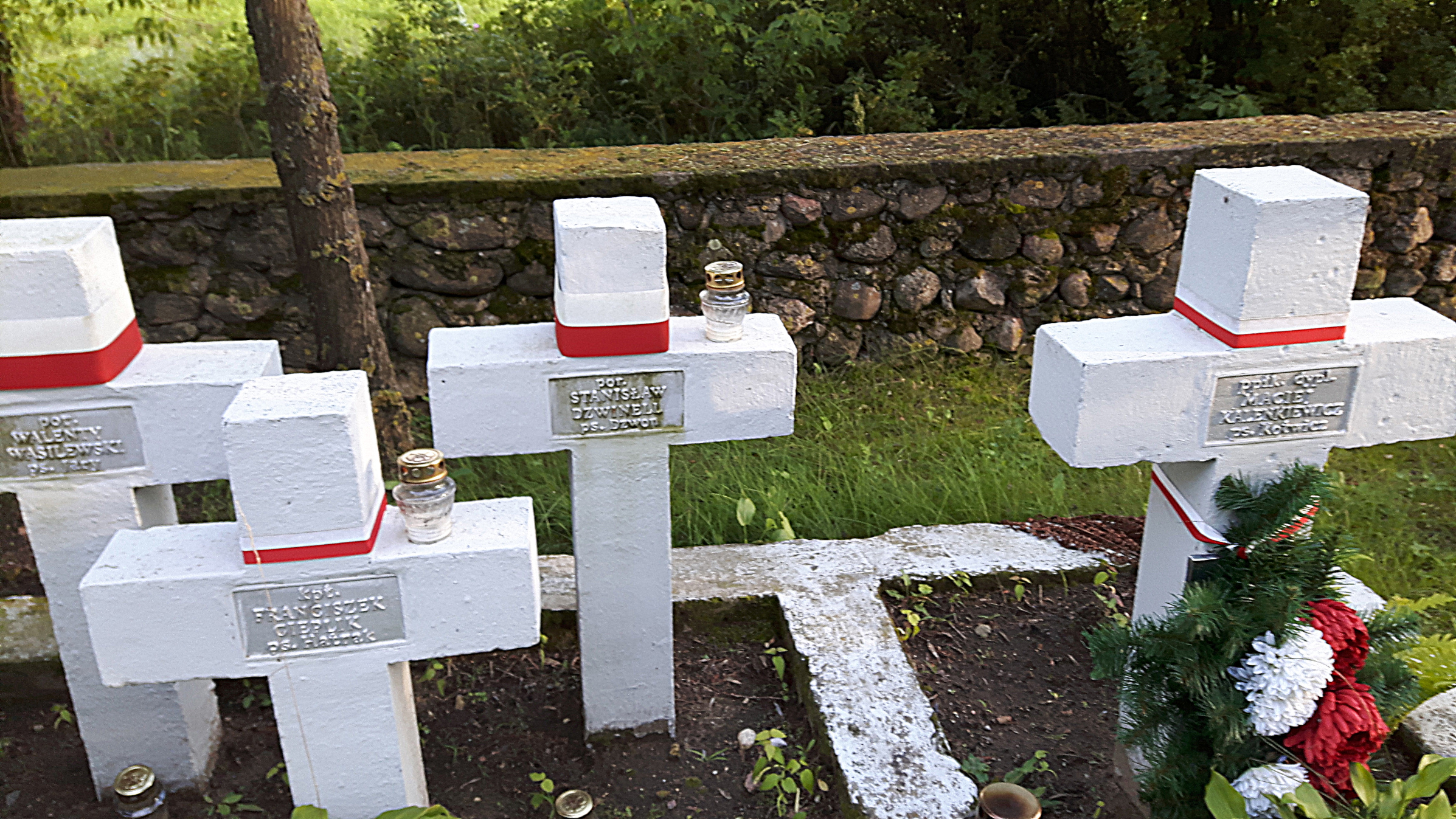
Fragment nekropolii, m.in. grób Macieja Kalenkiewicza

Poległych (obdartych przez Sowietów z butów i części odzieży) pochowano, wobec sprzeciwu miejscowego proboszcza (narodowości litewskiej), obawiającego się represji, nie na parafialnym cmentarzu, ale w pobliżu bardzo zaniedbanej mogiły powstańców styczniowych, którą wskazał jeden z mieszkańców wsi, a w której spoczywali najprawdopodobniej żołnierze oddziału Ludwika Narbutta. Ksiądz mimo wszystko poświęcił przeznaczone na pochówek miejsce oraz wziął udział w pogrzebie. Za ten gest był wzywany na przesłuchania. Pogrzeb zorganizował jeden z ocalałych akowców, Czesław Zgorzelski. Prowizoryczna mogiła żołnierzy zachowała się dzięki uporowi miejscowej ludności, która nie dopuściła do jej zaorania na potrzeby lokalnego kołchozu.
Kilku poległych zostało wkrótce po bitwie ekshumowanych przez szefa Biura Informacji i Propagandy Armii Krajowej z Lidy, Józefa Kalecińskiego „Adila”. Ciała ekshumowanych spoczęły na cmentarzu w Jancewiczach (kwatera akowska), obok grobów porucznika Aleksandra Warakomskiego „Świra” i żołnierza z Lidy, Mariana Jończyka. Do przeniesionych należeli m.in. Jerzy Kaleciński „Kosinus” (był synem Józefa), podporucznik Stanisław Dźwinel „Dzwon” (dowódca kompanii lotniczej) oraz podporucznik Walenty Wasilewski „Jary”.
Na cmentarzu dwa razy pojawiały się komisje NKWD z Grodna oraz Moskwy, które sprawdzały, czy rzeczywiście leży tu Kalenkiewicz. Przez lata ZSRR o cmentarzu nie wolno było wspominać, choć według sowieckiej wersji Polacy polegli tu w walce z Niemcami. Z czasem, w wyniku nakazowego zaniedbania, pozostał w obrębie nekropolii jeden kamień nagrobny, zmarłych w końcu XIX wieku Anny i Józefa Lunkiewiczów, który później pozwolił na wyznaczenie kształtu odbudowanej mogiły.
Latem 1972 cmentarz, jako pierwszy Polak z zagranicy, odwiedził przyjaciel „Kotwicza”, absolwent Politechniki Lwowskiej, żołnierz Obwodu Wileńskiego AK, ofiara represji NKWD, Bolesław Krzyżanowski. W towarzystwie miejscowych obejrzał pole bitwy, w tym widoczne jeszcze leje po wybuchach, kamieniami wyznaczył miejsce cmentarza, wykonał fotografie, wykonał szkic i przewiózł cały materiał do Polski. We Wrocławiu sporządził opis terenu i przesłał rodzinie poległych (żonie „Kotwicza”, Irenie Kalenkiewiczowej oraz jego córce, Danucie Wołągiewiczowej, Helenie Nikicicz i Czesławowi Zgorzelskiemu).
W 1980, w miejscu grobu „Kotwicza”, jeden z mieszkańców wsi położył kamień, co było pierwszą formą wskrzeszenia pamięci poległych. Był to fragment pomnika z dawnego cmentarza powstańców styczniowych, znajdującego się obok wykarczowanych potem jałowców i kępy sosen. W 1981 Surkonty odwiedziła starsza córka Kalenkiewicza. Kamień ułożony rok wcześniej jeszcze wówczas leżał. Przez cmentarz pracownicy kołchozu „Prawda” w Bałtiszkach dwa razy dziennie przepędzali bydło na pastwisko. Mieszkańcy w tych czasach bali się jeszcze mówić na temat poległych Polaków.
Dopiero u schyłku istnienia ZSRR pojawiła się okazja godnego upamiętnienia poległych żołnierzy. W 1988 starania o upamiętnienie mogiły podjął historyk, Cezary Chlebowski. Pomysłem zainteresowano konsulat generalny w Mińsku, który do Ministerstwa Spraw Zagranicznych Białorusi SRR wystosował trzy noty (listopad 1988, kwiecień i wrzesień 1989). Odbywano rozmowy z ministerstwem, władzami wojewódzkimi i rejonowymi. Zgoda na upamiętnienie w końcu zapadła, ale niezgodności dotyczyły treści napisu na tablicy pamiątkowej. Rosjanie zaproponowali tekst: Polskim żołnierzom Armii Krajowej poległym w 1944 roku. Tekst taki nie był do przyjęcia dlatego, że w 1944 w okolicy przebywali okupanci niemieccy, a potem Sowieci i tablica mogła fałszować historię. Strona polska zabiegała o to, by na tablicy była zawarta dokładna data: 21 sierpnia 1944, która bezsprzecznie wskazywała przeciwnika. Po dalszych ustaleniach, a także przemianach politycznych w ZSRR nadeszła zgoda i można było przystąpić do odbudowy cmentarza. W okresie rozpoczęcia robót na cmentarzu stał już krzyż postawiony przez Kazimierza Sosnowskiego z Wilna, prezesa Fundacji Kultury Polskiej, na którym przybito tabliczkę przywiezioną przez Irenę Kalenkiewiczową.
Cmentarz, ostatecznie odbudowany staraniem Rady Ochrony Pamięci Walk i Męczeństwa na podstawie materiałów Krzyżanowskiego, został otwarty 8 września 1991. W uroczystości otwarcia udział wzięli m.in. Irena Kalenkiewiczowa, wdowa po ppłk. „Kotwiczu”, a także kilku żyjących jeszcze uczestników bitwy. Obiekt powstał dzięki pomocy władz rejonu i wsi Surkonty, Bałtiszki, Pielasa, polskiej, litewskiej i białoruskiej ludności tych wsi i pracowników kołchozu „Prawda” w Bałtiszkach. Betonowe krzyże odlano w kołchozie w formach przywiezionych z Polski, przy czym konieczne było nauczenie kołchoźników odlewania betonu. Budowy kamiennego muru otaczającego nekropolię podjęła się wędrowna ekipa Tatarów. Pracami zarządzał Ryszard Bączkowski.

## Forma
Otoczony niskim kamiennym murem cmentarz zawierał wydłużoną mogiłę z dwoma rzędami betonowych krzyży. Do krzyży przytwierdzono żeliwne tablice z nazwiskami i pseudonimami poległych żołnierzy AK. Po drugiej stronie mogiły uczczono w sposób symboliczny pamięć akowców poległych w bitwie pod Poddubiczami. W centrum nekropolii umieszczono, zwieńczony krzyżem, kopiec z kamieni z żeliwną tablicą i napisem w języku polskim: Żołnierzom Armii Krajowej Okręgów „Nów” i „Wiano” poległym za Polską pod Surkontami 21 VIII 1944 r. i w Poddubiczach 19 VIII 1944 r. Autorem projektu cmentarza był architekt Dominik Mączyński, pracownik Fundacji Ochrony Zabytków. Nekropolią opiekowali się Polacy z Lidy.

## Próby zbeszczeszczania i dewastacja
W maju 2013 lokalny kołchoz rozpoczął budowę ośrodka hodowli krów w odległości około trzydziestu metrów od cmentarza. Tak bliskie sąsiedztwo obory mogło doprowadzić do przedostania się nieczystości na mogiły Polaków. Sprawę sygnalizowała prezes Stowarzyszenia Żołnierzy AK na Białorusi, Weronika Sebastianowicz, a zapytanie w tej sprawie do ministra spraw zagranicznych złożył prezydent Andrzej Duda.
25 sierpnia 2022 władze białoruskie zrównały cmentarz przy użyciu ciężkiego sprzętu. Polskie Ministerstwo Spraw Zagranicznych złożyło ostry protest na ręce białoruskich dyplomatów, po dokonaniu dewastacji nekropolii.